# Hongkongská univerzita
Hongkongská univerzita, čínsky 香港大學, je veřejná výzkumná univerzita v Hongkongu. Byla založena v roce 1911 a její počátky sahají až k roku 1887, kdy vzniklo její jádro, lékařská fakulta. Je to nejstarší vysokoškolská instituce v Hongkongu. Šlo o první univerzitu založenou Britským impériem ve východní Asii. Od počátku až dosud je vyučujícím jazykem angličtina. Podle QS World University Rankings 2023 je 21. nejkvalitnější vysokou školou na světě a pátou nejlepší v Asii. V současnosti má deset fakult - architektury, umění, ekonomickou, dentistickou, školství, strojírenskou, právní, lékařskou, přírodovědeckou a sociálních věd. Tým Hongkongské univerzity jako první na světě úspěšně izoloval koronavirus, původce SARS. Ke slavným absolventům patří například zakladatel Čínské republiky Sunjatsen (ačkoli absolvoval ještě před založením univerzity, na jejím předchůdci, lékařské fakultě). Heslem univerzity, nacházejícím se i v jejím znaku, je latinské Sapientia et Virtus, tedy Moudrost a ctnost. Univerzitní kampus má rozlohu 160 000 metrů čtverečních.